# Flagge Kroatiens
Die Flagge Kroatiens ist eine horizontale Trikolore in den Farben Rot, Weiß und Blau, mit dem mittig aufgesetzten Wappen Kroatiens. Sie wurde am 22. Dezember 1990 zur Nationalflagge erklärt. Die rot-weiß-blaue Trikolore ist seit dem 19. Jahrhundert ein Symbol kroatischer Staatlichkeit und wurde im 20. Jahrhundert zum Symbol der Kroaten.
Ab 1848 übernahmen die Kroaten die rot-weiß-blauen Flaggenfarben, welche die Farben der Wappen von Kroatien, Dalmatien und Slawonien zeigen sollen. Zugleich werden damit auch die panslawischen Farben verwendet.

Vertikales Hängen der Flagge

## Nationalflagge

### Beschreibung

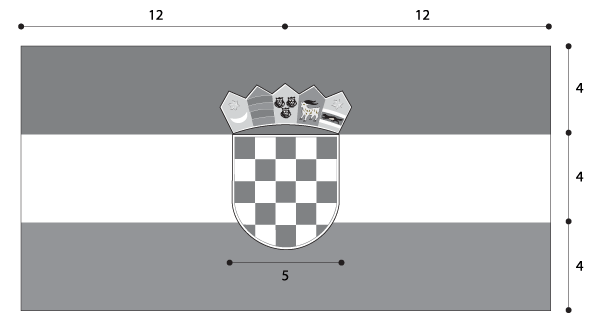
Aufbau der Nationalflagge

Die Nationalflagge besteht aus drei gleich großen, horizontalen Streifen Rot, Weiß und Blau, davor mittig das Wappen Kroatiens. Das Seitenverhältnis der Flagge beträgt 1:2.
| System            | Rot       | Weiß        | Blau     | Hellblau im Wappen | Gold im Wappen | Schwarz im Wappen |
| ----------------- | --------- | ----------- | -------- | ------------------ | -------------- | ----------------- |
| RGB               | 222-24-24 | 255-255-255 | 0-41-140 | 8-123-165          | 255-250-0      | 0-0-0             |
| Hexadezimalformat | #DE1818   | #FFFFFF     | #00298C  | #087BA5            | #FFFA00        | #000000           |

### Geschichte
Im Jahr 1848 wurde die Trikolore erstmals verwendet, auch mit dem Wappen des Dreieinigen Königreichs Kroatien, Dalmatien und Slawonien. Es störte nicht weiter, dass die Niederlande bereits die gleiche Farbanordnung verwendete, da das Land nur Teil des k. u. k.-Reichs Österreich-Ungarn war. Die Trikolore ist seitdem das Symbol der Kroaten, auch wenn verschiedene Regimes dieses mit einem Verbot belegten: so bereits 1852 aufgrund der revolutionären Bewegungen 1848/49. Zulässig waren nur die Landesfarben, Flaggen mit zwei horizontalen Streifen, deren Farben sich wieder vom jeweiligen Wappen ableiteten. Für Kroatien rot-weiß, für Slawonien blau-weiß und für Dalmatien blau-gelb.

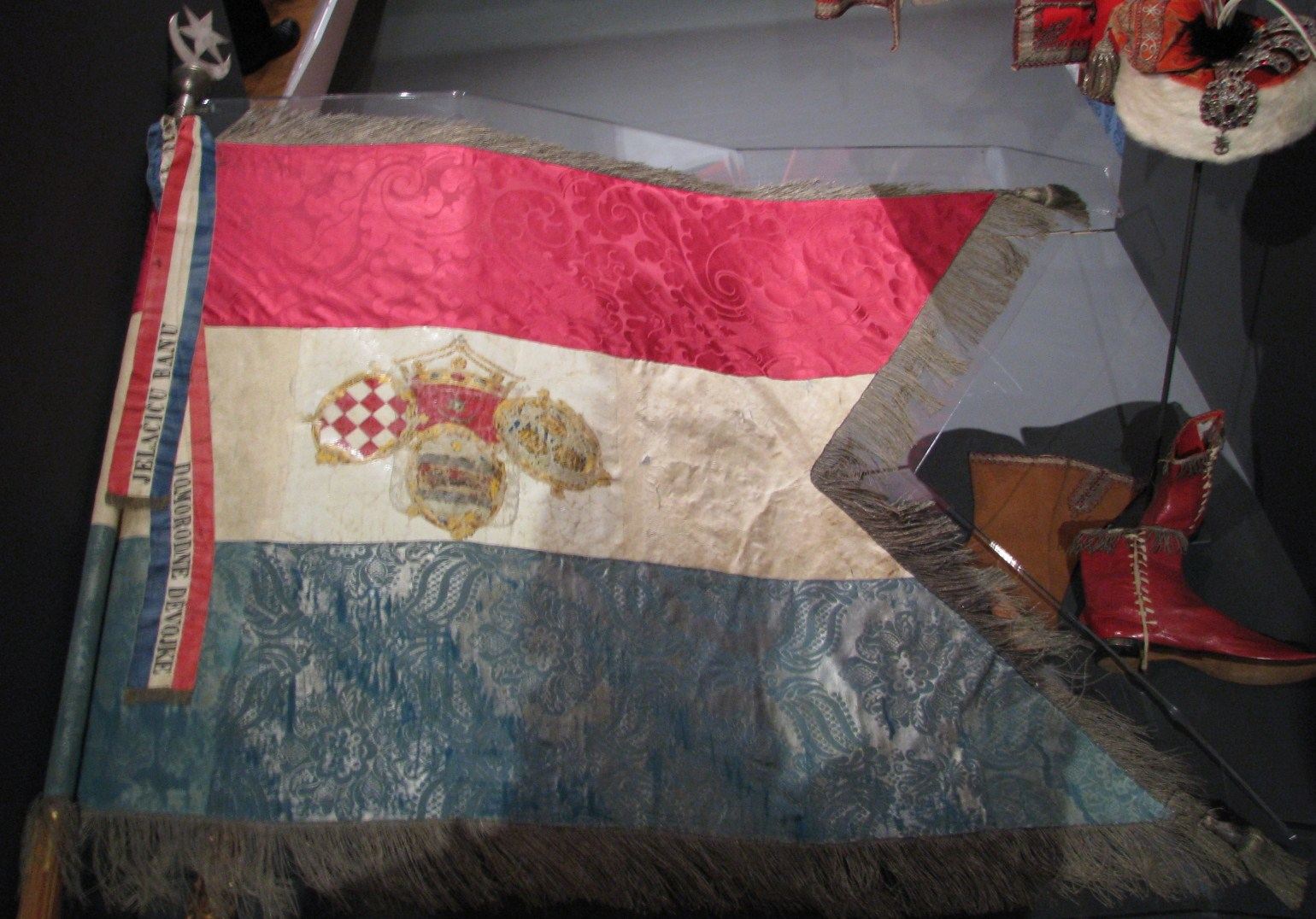
Fahne des Ban Jelačić mit den Wappen des „Dreieinigen Königreichs“ aus dem Jahr 1848 (Museum für kroatische Geschichte, Zagreb).

Ab 1867 verwendete der Landesherr die Trikolore mit dem Wappen des Dreieinigen Königreichs (im Wappen hatten die Teilwappen Kroatiens und Dalmatien die Positionen getauscht) wieder und führte sie 1868 offiziell ein. Am 19. Juni 1876 wurde das Aussehen der Flagge genauer festgelegt. Bereits das kroatisch-ungarische Abkommen von 1869 und das Edikt vom 16. September 1876 hatten die ungarische Stephanskrone hinzugefügt. Am 20. Dezember 1899 tauschten die Symbole Kroatiens und Dalmatiens ihre Positionen im Wappen. Im Jahr 1894 wurde die Flagge in Zagreb als Textildruck in großen Mengen produziert.
Nach dem Ersten Weltkrieg erklärten Slowenen, Kroaten und Serben ihre Unabhängigkeit von Österreich-Ungarn und gründeten 1918 den Staat der Slowenen, Kroaten und Serben. Dieser sogenannte SHS-Staat hatte keine offiziellen Staatssymbole festgelegt. Vielmehr wurden bei Anlässen auch nebeneinander die Symbole der Ethnien verwendet, so bei den Kroaten die rot-weiß-blaue Trikolore und das Wappen des „Dreieinigen Königreiches Dalmatien, Kroatien und Slawonien“. Bald darauf, am 1. Dezember 1918, ging der SHS-Staat im Königreich der Serben, Kroaten und Slowenen auf und die kroatische Trikolore wurde offiziell nicht verwendet. Ab 1922 diente eine blau-weiß-rote Trikolore als Flagge des jugoslawischen Königreichs, da diese Farbreihenfolge keine der einzelnen Teilstaaten bisher als Flagge geführt hatte. Die rot-weiß-blaue Flagge blieb als regionale Flagge der Kroaten bestehen, wenn auch seit 1918 illegal, denn die Regierung in Belgrad strebte eine Verschmelzung der verschiedenen Nationen an. Der ehemalige Außenminister des SHS-Staates schrieb um das Jahr 1932 zur Situation:

„Die kroatische Nationalflagge wird in Kroatien verboten. Menschen werden verfolgt nicht nur, wenn sie Flaggen zeigen, sondern sogar, wenn sie irgendein Abzeichen in den kroatischen Farben tragen; ja sogar die Schleifen an Totenkränzen, Särgen und am Grabe werden beanstandet. Tausende Männer und Frauen wurden wegen eines solchen Vergehens zu Geldbußen verurteilt. Außerdem ist in Zusammenstößen wegen der kroatischen Nationalflagge eine große Anzahl von Bauern und Gendarmen getötet worden. Demgegenüber ist die serbische Flagge als die der Serbisch-orthodoxen Kirche unter ihrem Patriarchen, der vom König ernannt wird, durch Gesetz geschützt.“

Die Bemühungen waren erfolglos, so dass 1939 das Banat (Banovina) Kroatien gebildet wurde. Die rot-weiß-blaue Trikolore erhielt damit wieder einen offiziellen Status; mit Wappen des Banats im Zentrum bei offiziellen Anlässen, ohne Wappen als bürgerliche Flagge. Erstmals bestand der komplette Wappenschild aus dem Schachbrettmuster. Das erste Feld oben links war rot. Viele kroatische Parteien dieser Zeit verwendeten die Trikolore mit ihren Symbolen im Zentrum, so zum Beispiel die Kroatische Bauernpartei ein rot-weißes Schachmuster mit grüner Umrandung.
Nach dem Zusammenbruch Jugoslawiens durch den Einmarsch der Achsenmächte 1941 wurde unter ihrem Protektorat der Unabhängige Staat Kroatiens gegründet. Das von der Ustascha-Bewegung regierte Kroatien verwendete als Staatsflagge (offiziell angenommen am 28. April 1941) die Trikolore mit einem stilisierten U oben links und dem weiß (silbern) beginnenden Wappen Kroatiens. Die bürgerliche Flagge bestand wieder aus der blanken Trikolore. Mit Ende des Zweiten Weltkriegs am 8. Mai 1945 wurden die Flaggen des Regimes abgeschafft.
Nach dem Fall der Ustascha wurde zunächst der Bundesstaat Kroatien (Federalna država Hrvatska) ausgerufen. Mit der Befreiung Zagrebs am 8. Mai 1945 wurde eine rot-weiß-blaue Trikolore mit einem roten Stern im weißen Streifen eingeführt. Mit Gründung der Sozialistischen Föderativen Republik Jugoslawien am 29. November 1945 wurde der Bundesstaat in die Volksrepublik Kroatien umgewandelt. Am 18. Januar 1947 wurde der Stern vergrößert und gold (gelb) umrahmt. Diese Flagge wurde auch nach der Umwandlung Kroatiens zur Sozialistischen Republik 1963 beibehalten.

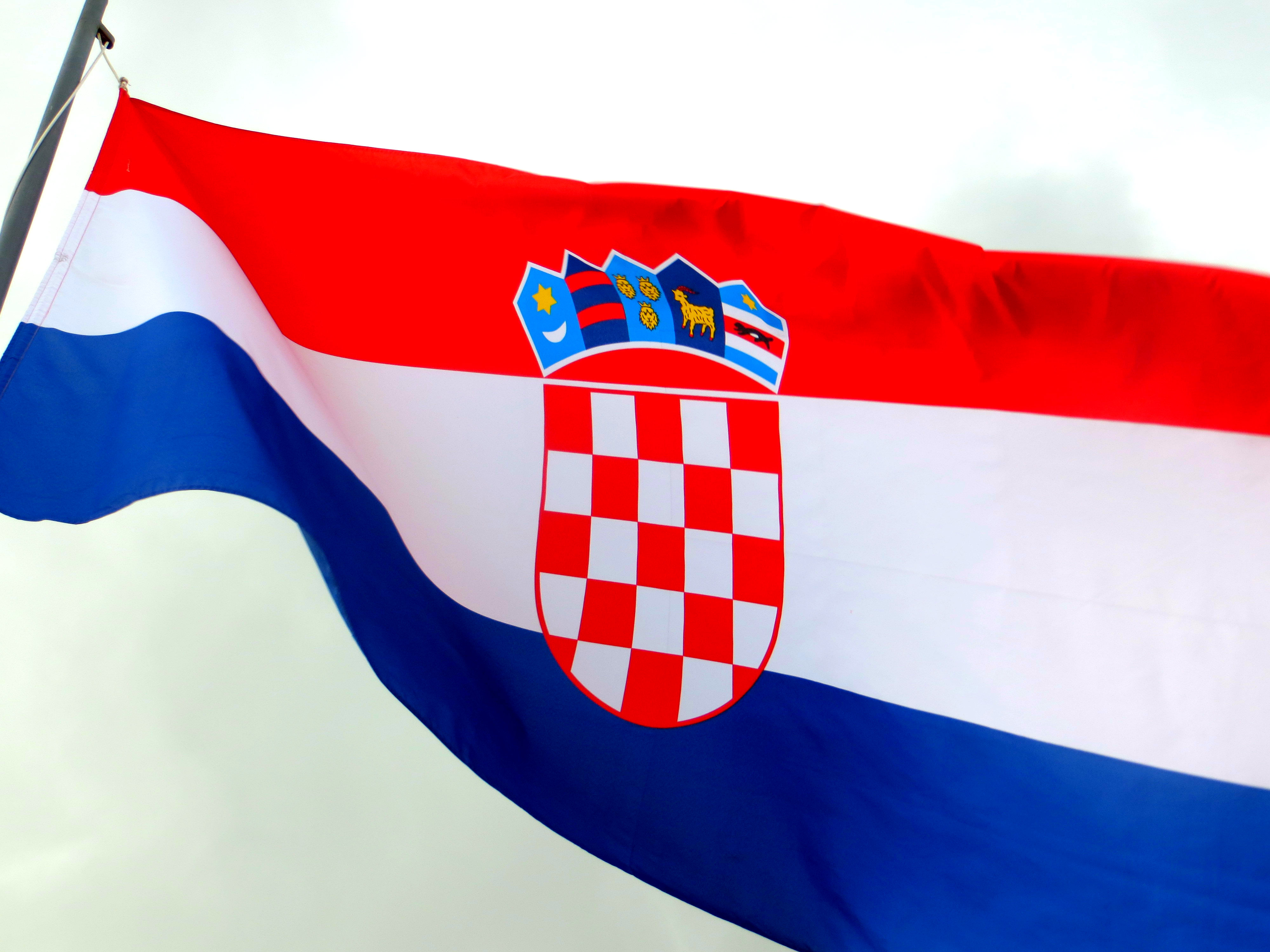
Flagge in Dubrovnik

Nach den ersten Wahlen mit einem Mehrparteiensystem wurden die sozialistischen Symbole mit der Verfassungsänderung vom 26. Juni 1990 wieder durch das kroatische Wappen ersetzt, das mit einem weißen Feld beginnt. Am 21. Dezember 1990 wurde das Wappen mit einer Krone, welche die Wappen verschiedener kroatischer Regionen zeigt, ergänzt, womit die heutige Flagge entstand, die auch nach der Ausrufung der Unabhängigkeit beibehalten wurde. Noch heute wird aber immer wieder inoffiziell auch die vereinfachte Flagge ohne Wappenkrone verwendet.

### Historische Flaggen

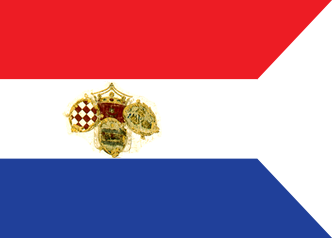
Fahne des Ban Joseph Jelačić von Bužim, 1848
Königreich Kroatien und Slawonien in der Habsburgermonarchie, 1848–1852
Landesfarben des Königreichs Kroatien in der Habsburgermonarchie, ab 1852
Landesfarben des Königreichs Slawonien in der Habsburgermonarchie, ab 1852
Königreich Kroatien und Slawonien in Österreich-Ungarn, vor 1876 (Variante)
Königreich Kroatien und Slawonien in Österreich-Ungarn, 1867–1918 (ab 1868 offiziell)
Kroatische Banschaft, 1939–1941
2:3 und 2:5    Unabhängiger Staat Kroatien, 1941–1945
Kroatische Partisanenbewegung, ab 1941 und VR Kroatien, 8. Mai 1945–18. Januar 1947
VR und SR Kroatien, 18. Januar 1947–25. Juni 1990
SR und Republik Kroatien, 26. Juni–21. Dezember 1990[23][21]; zuvor auch von Auslandskroaten verwendet

### Aufbewahrung

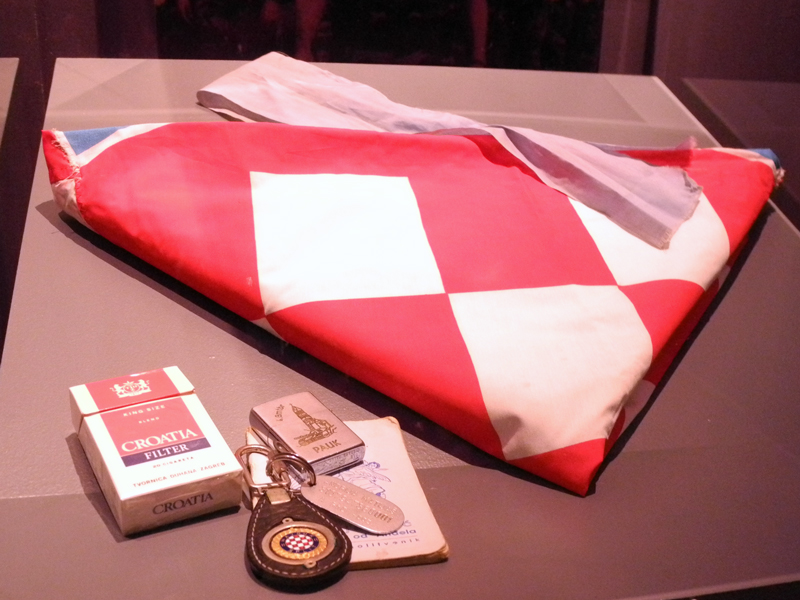
Dreispitz für den gefallenen General Andrija Matijaš Pauk (Museum für kroatische Geschichte, Zagreb)

Zur Aufbewahrung der Flagge hat sich bei den kroatischen Streitkräften zu militärischen Anlässen (Militärparade, Begräbnis mit militärischen Ehren) die Faltung in Dreiecksform (Dreispitz) eingebürgert.

## Weitere Flaggen Kroatiens

### Subnationale Flaggen

Flaggen der Gespanschaften Kroatiens

Die Gemeinden und Gespanschaften verfügen über eigene Flaggen. Meist zeigen sie auf verschiedenen Hintergründen das Wappen der Verwaltungseinheit. Beispiele:

Flagge von Pula
Flagge von Varaždin
Flagge von Zagreb

### Flaggen zur See
Die Handels- und Dienstflagge zur See unterscheidet sich von der Nationalflagge nur durch ein unterschiedliches Seitenverhältnis. Der Seekriegsflagge sind unter dem Wappen zwei gekreuzte, gelbe Anker zugefügt. Die Verwendung der Gösch ist erst seit 1999 genau geregelt.

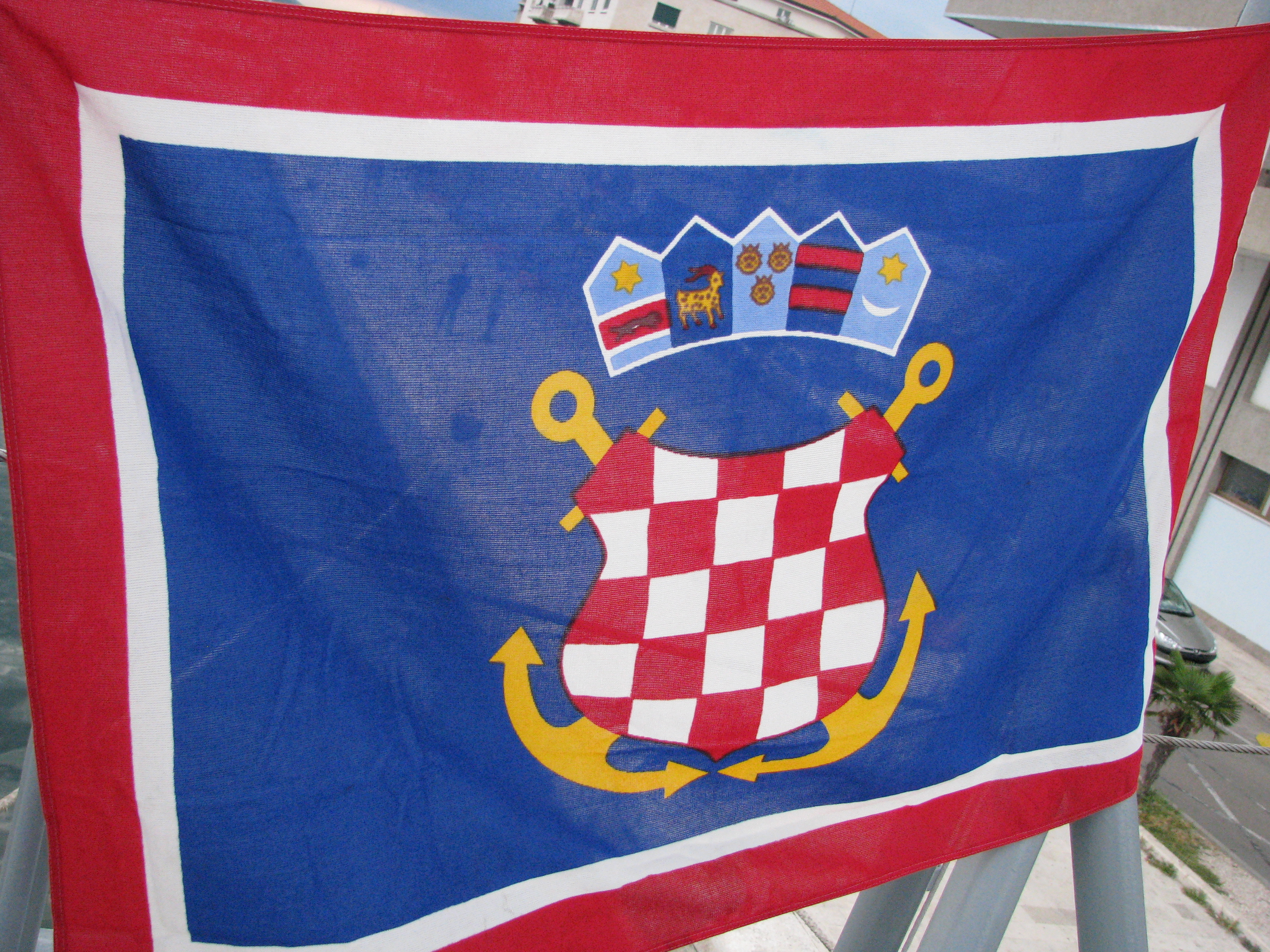
Gösch (Version bis 1999)

2:3    Handels- und Dienstflagge zur See
2:3    3
Gösch

### Präsidentenstandarte
Die 1990 eingeführten Standarte des Präsidenten der Republik Kroatien zeigt eine Abwandlung des Staatswappen Kroatiens auf blauem Grund. Dabei werden die einzelnen Wappen der Wappenkrone um den historischen Wappenschild angeordnet.

Präsidentenstandarte

- Präsidentenstandarte[28]

### Polizei

Flagge der kroatischen Polizei

## Adaptionen

### Flagge der Kroaten in Bosnien-Herzegowina

Flagge der Kroaten in Bosnien-Herzegowina und Flagge der Kroatischen Republik Herceg-Bosna (1993–1996)

1993 versuchten die Kroaten in Bosnien-Herzegowina mit der Kroatischen Republik Herceg-Bosna einen eigenen Staat zu schaffen oder den Anschluss an die Republik Kroatien zu erreichen. Sie verwendeten eine rot-weiß-blaue Trikolore mit einem in der Form abgewandelten kroatischen Wappenschild, der mit dem Kroatischen Flechtwerk in Gold auf silbernem Grund gekrönt war. Zwar wurde am 5. November 1996 eine Flagge für die nachfolgende Föderation Bosnien und Herzegowina eingeführt, doch wird die Flagge weiterhin von den Kroaten in Bosnien-Herzegowina verwendet. Auch die Kantone Westherzegowina und Westbosnien verwenden diese Flagge als offizielles Symbol. Auch in anderen Flaggen Bosnien-Herzegowinas findet man das kroatische Wappen.

### Flagge der Kroaten in Serbien

Flagge der Kroaten in Serbien

Die Flagge der Kroaten in Serbien wurde am 11. Juni 2005 durch Beschluss des Kroatischen Nationalrates in der Republik Serbien (Hrvatsko nacionalno vijeće u Republici Srbiji, HNV) offiziell angenommen. Die Flagge ist eine Abwandlung der Flagge der Republik Kroatien, bei der auf die Wappenkrone (das aus den Wappen der historischen kroatischen Regionen besteht) über dem zentral platzierten Wappenschild Kroatiens verzichtet wird.

## Flaggen nationaler Minderheiten in Kroatien
Die verschiedenen nationalen Minderheiten, die in der Verfassung Kroatiens aufgeführt sind, dürfen ausdrücklich eigene Symbole verwenden. So verwenden sie, neben der kroatischen Nationalflagge und regionalen Fahnen, auch eigene Flaggen. Diese werden von den jeweiligen Räten der Nationalen Minderheiten gewählt. Den Serben in Kroatien dient seit 2005 die einfache serbische Trikolore im Format 1:2 als offizielles Symbol. Italiener und Ungarn verwenden die Trikoloren ihrer jeweiligen Mutterländer im Format 1:2. Die Anpassung an das Format der Flagge Kroatiens dient einem harmonischen Bild, wenn die Flaggen neben der kroatischen Nationalflagge gesetzt werden. Die Tschechen verwenden die Flagge Tschechiens im Originalformat 2:3. Ebenso verfuhren zunächst auch die Russinen und Ukrainer mit der Flagge der Ukraine. Seit 2009 verwenden sie aber eine kroatische Trikolore in Rot-Weiß-Blau, bei der das kroatische Wappen durch ein eigenes ersetzt wurde. Die Bosniaken Kroatiens zeigen eine Flagge, welcher mit der Flagge der „Lilienflagge“ der ehemaligen Republik Bosnien und Herzegowina, fast identisch ist.